# Showpay
Showpay es una banda madrileña de rock. Se formó oficialmente hacia el 2004. Sus integrantes actuales son Albert (batería), Fer (guitarra) y Bernie (guitarra solista y coros), además de Josh Tampico como director artístico.
Actualmente han lanzado 2 discos, 3/4 (2011) y III
(2013).

## Historia

### Orígenes (1992 - 1999)
Albert, Bernie y Eduard empiezan a tocar juntos. Durante los años siguientes, ensayando a menudo y buscando nuevos integrantes para su banda, paulatinamente deciden dedicarse a la música profesionalmente. Obtienen a Mauro en 1997, que entra como cantante y bajista hasta la siguiente fase del grupo, y participan en el concurso Emergenza, quedando finalistas.

### Pleasure(1999 - 2004)
Mauro sale por motivos personales, y entra Andrius como bajista y más tarde Elena como cantante. Dieron su primer concierto bajo el nombre "Valsalva Maneuver", tras lo cual fueron ofrecidos un contrato discográfico. Cambiaron de nombre dos veces más, "Wine" y finalmente a "Pleasure" durante la grabación del disco, debido a que ésta se llevó a cabo sin desacuerdos. Methody, su primer disco, sale así a la venta a finales del 2000, tras lo cual continúan desarrollando su estilo musical. Este período termina con la salida de Elena del grupo, en el 2004.

### El inicio de Showpay (2004)
Albert y Bernie crean un sello discográfico llamado EMPTY V RECORDS para publicar sus discos, y con la salida de Elena se esfuerzan por crear música más personal, lo que resulta en un sonido mucho más distintivo.
En 2007, entran en un proyecto cinematográfico y crean la banda sonora de Open Graves. La cobertura internacional que esto les proporciona les empuja a sacar un disco, titulado 3/4, con las canciones de dicha película y otras nuevas.En 2009 Eduard se va del grupo para iniciar un proyecto propio, y es así sustituido por Fer.

### 3/4 y III (2011 - actualidad)
En 2011, Andrius sale del grupo por motivos personales, poco tiempo antes de la publicación de 3/4. Showpay decide continuar como trío, y en el 2013 sacan finalmente su último disco, "III".
- Datos: Q17630082